# Kohlensiepen
Kohlensiepen ist einer von sieben Stadtteilbezirken des Wittener Stadtteils Annen. Er trägt die Kennnummer 45. Er hatte am 31. Dezember 2018 insgesamt 1991 Einwohner.

## Name
Seinen Namen verdankt Kohlensiepen verschiedenen Quellen. So gibt es im Mittelhochdeutschen das Wort Siepen, was unter anderem „feuchtes Bachtal“ bedeutet. Tatsächlich befand sich im Kohlensiepen ein Bach, der aber durch den Bergbau verschwunden ist.
Der Begriff „Kohle“ hat wiederum nichts mit der Kohle zu tun, die in früherer Zeit in Witten gefördert wurde, sondern leitet sich von „kahl“ ab. Es war also ein kahler Siepen, ein baumloses Tal. Noch bis in die 1950er Jahre hinein wurde in diesem Ortsteil vornehmlich Landwirtschaft betrieben, ab Ende der 1960er Jahre setzte verstärkt Bebauung ein, heute ist ein großer Teil des Tals vornehmlich mit Ein- und Zweifamilienhäusern bebaut.

## Stadtteil-Konfusion
Fragt man einen Wittener, ob es sich bei dem Gebiet, das das Kohlensiepen umfasst, um einen eigenständigen Ortsteil handelt, wird die Antwort vermutlich „nein“ lauten. Durch das Gebiet fließt der Borbach. Dieser dient in der Umgangssprache auch als Ortsbezeichnung für den Stadtteilbezirk als „Borbach“ oder „Borbachtal“. Nur stimmt keine dieser beiden Bezeichnungen mit den offiziellen Gemarkungen der Stadt Witten überein. In der Gemarkung taucht kein Ortsteil namens „Borbach“ auf. Vor der Gemeindereform von 1929 gehörte Kohlensiepen zu dem zum Landkreis Hörde gehörenden Amt Annen. Erst 1929 wurde Annen ein Stadtteil Wittens, womit auch Kohlensiepen an Witten fiel, letztlich aber weiterhin als Ortsteil von Annen in den Gemarkungen geführt wird.